# Saprinus brenskei
Saprinus brenskei är en skalbaggsart som beskrevs av Reitter in Brenske och Edmund Reitter 1884. Saprinus brenskei ingår i släktet Saprinus och familjen stumpbaggar. Inga underarter finns listade i Catalogue of Life.